# Roncus bellesi
Roncus bellesi är en spindeldjursart som beskrevs av Lagar 1972. Roncus bellesi ingår i släktet Roncus och familjen helplåtklokrypare. Inga underarter finns listade i Catalogue of Life.